# Logge del Papa
Le Logge del Papa est une  loggia de Sienne située entre la via Pantaneto et la via del Porrione, près  de la  chiesa di San Martino et du  palazzo Piccolomini.

## Histoire
Commissionné par le pape Pie II, l'architecte Antonio Federighi la construit en 1462 près de son palais.
Sa façade en travertin est à trois arcades de style Renaissance à chapiteaux d'ordre corinthien. L'attique qui la surmonte est fait de briques.
Aux angles, les arcades sont simplement soutenues par une colonne, là où on place habituellement un pilier en renfort. Néanmoins, ce système n'a pas tenu et les colonnes ont commencé à se briser. On a donc placé des tirants de fer pour les renforcer.
Une dédicace en latin est gravée sur l'architrave : PIUS II PONT MAX GENTILIBVS SVIS PICCOLOMINEIS (Pio II Grand Pontife à ses ancêtres Piccolomini).